# Tineretului

Tineretului pe harta Bucureștiului

Tineretului este un cartier situat în sectorul 4 al Bucureștiului, în zona delimitată de Bulevardul Tineretului, Bulevardul Gheorghe Șincai, Splaiul Unirii și Șoseaua Mihai Bravu.

## Istorie
Interesul în zonă a început să apară în anii '60 când o nouă stradă care lega nordul Bucureștiului de zona de Sud a fost inaugurată sub numele de Magistrala Nord-Sud. Strada a fost mai apoi redenumită Bulevardul Dimitrie Cantemir. Aceasta strabate zona dinspre Piata Unirii spre Parcul Tineretului care a fost deschis în 1976. Pe acest tronson au existat pana in 1960 strazi cu case,vile si blocuri interbelice cu arhitectura caracteristica ce au fost partial demolate:Strada Leon Voda,Poterasi ,Alexandru Bălășanu si Lînăriei. Au disparut total strada Rădăuți si Fundătura Stufului (Conform unei harti din 1939).Noua stradă și parcul de dimensiuni mari au determinat o urbanizare rapidă a zonei. Deoarece de amenajarea și curățenia parcului s-au ocupat tinerii din școli și fabrici, trăsături specifice propagandei comuniste, parcul a primit numele de Parcul Tineretului, nume care a fost adoptat mai apoi și de cartier. 

## Transport
Accesul în cartier se poate face folosind stațiile de metrou Unirii, Tineretului și Timpuri Noi.